# Eilema kilimanjaronis
Eilema kilimanjaronis là một loài bướm đêm thuộc phân họ Arctiinae, họ Erebidae.